# Eduard Sitjas Bonet
Eduard Sitjas Bonet (Palafrugell, 1985) és un luthier català.
Amb dotze anys, va decidir construir violins després de rebre la vocació del seu pare, que també li feia escoltar molta música clàssica, i el qual, al seu torn, també va rebre la vocació de l'avi de l'Eduard. Una vocació que acompanyà a l'Eduard tota la vida. De petit començà a tocar el violí a l'Escola de Música de Palafrugell. El 1997, després de viatjar a Barcelona amb el seu pare, visità el Luthier Vidal per tal de comprar un violí. A través d'en Xavier Vidal va descobrir que aquests instruments es feien a mà i que existia l'ofici de lutier. El 2004 va començar a treballar d'ajudant en aquell taller on havia descobert la seva vocació. Allà, sota el mestratge d'Eduard Bosque, va aprendre a fer muntatges de qualitat als violins que acabaven de ser restaurats. L'any 2006 es traslladà a Anglaterra per tal d'estudiar a l'School of Violin Making de Newark, on es graduà el 2009. Després va fer una estada a París al taller del luthier Serge Boyer i una altra al famós taller londinenc de Florian Leonhard, centre de referència mundial. El 2010 després de formar-se, va retornar a Girona, i des del 2012 té el seu propi taller a unes golfes de les Cases del Riu Onyar, a Girona. Eduard Sitjas, a més de construir instruments musicals, també toca el violí, i forma part del Cor de Cambra de la Diputació de Girona.